# Sansepolcro
Sansepolcro je grad u središnjoj Italiji, u talijanskoj regiji Toskani. Sansepolcro se nalazi na oko 130 km jugoistočno od Firenze, na nadmorskoj visini od 330 metara, i ima oko 16.000 stanovnika.

## Poznati stanovnici
- Piero della Francesca, slikar
- Eduino Francini, partizan

## Prijateljski gradovi
- Sinj, Hrvatska, od 1981.
- Neuchâtel, Švicarska, od 1997.
- Neuves-Maisons, Francuska, od 1997.